# ESPN Final Round Golf
ESPN Final Round Golf (ou ESPN Final Round Golf 2002 aux États-Unis) est un jeu vidéo de sport (golf) développé et édité par Konami, sorti en 2001 sur Game Boy Advance. Il était disponible au lancement de la console. La version occidentale présente quelques adaptations par rapport à la version originale japonaise intitulée JGTO Kōnin Golf Master: Japan Golf Tour Game.

## Suite
Le jeu a fait l'objet d'une suite intitulée JGTO Kōnin Golf Master: Japan Golf Tour Game sortie uniquement au Japon le 26 juillet 2001.